# Urzeala tronurilor (sezonul 6)
Urzeala tronurilor este un serial de televiziune de fantezie medievală produs de HBO pe baza scrierilor lui George R. R. Martin cu același nume.
Game of Thrones a fost începută de HBO pe 8 aprilie 2014, împreună cu sezonul al cincilea, și va apărea pe data de 24 aprilie 2016. Contrastând sezoanele anterioare, acesta consistă din conținut original care nu se poate găsi în seria Cântec de gheață și foc de George R. R. Martin,însă și adaptează material din următoarea nuvelă în serie, The Winds of Winter, cu tot cu niște conținut din a cincea și a șasea nuvelă, Festinul ciorilor și Dansul dragonilor.

## Prezentare
Al șaselea sezon al show-ului de televiziune de dramă fantasy Game of Thrones a început la 8 aprilie 2014, împreună cu sezonul al cincilea și a apărut la data de 24 aprilie 2016. Contrastând sezoanele anterioare, acesta consistă din conținut original care nu se poate găsi în seria Cântec de gheață și foc de George R. R. Martin,însă și adaptează material din următoarea nuvelă în serie, The Winds of Winter, cu tot cu niște conținut din a cincea și a șasea nuvelă, Festinul ciorilor și Dansul dragonilor.

## Episoade
| Nr. în serial | Nr. în sezon | Titlu                                          | Regizat de       | Scris de                    | Data difuzării  | SUA telespectatori (milioane) |
| ------------- | ------------ | ---------------------------------------------- | ---------------- | --------------------------- | --------------- | ----------------------------- |
| 51            | 1            | „Femeia roșie” „The Red Woman”                 | Jeremy Podeswa   | David Benioff & D. B. Weiss | 24 aprilie 2016 | 7,94                          |
| 52            | 2            | „Acasă” „Home”                                 | Jeremy Podeswa   | Dave Hill                   | 1 mai 2016      | 7,29                          |
| 53            | 3            | „Jurământ încălcat” „Oathbreaker”              | Daniel Sackheim  | David Benioff & D. B. Weiss | 8 mai 2016      | 7,28                          |
| 54            | 4            | „Cartea străinului” „Book of the Stranger”     | Daniel Sackheim  | David Benioff & D. B. Weiss | 15 mai 2016     | 7,82                          |
| 55            | 5            | „Ușa” „The Door”                               | Jack Bender      | David Benioff & D. B. Weiss | 22 mai 2016     | 7,89                          |
| 56            | 6            | „Sânge din sângele meu” „Blood of My Blood”    | Jack Bender      | Bryan Cogman                | 29 mai 2016     | 6,71                          |
| 57            | 7            | „Omul distrus” „The Broken Man”                | Mark Mylod       | Bryan Cogman                | 5 iunie 2016    | 7,80                          |
| 58            | 8            | „Nimeni” „No One”                              | Mark Mylod       | David Benioff & D. B. Weiss | 12 iunie 2016   | 7,60                          |
| 59            | 9            | „Bătălia bastarzilor” „Battle of the Bastards” | Miguel Sapochnik | David Benioff & D. B. Weiss | 19 iunie 2016   | 7,66                          |
| 60            | 10           | „Vânturile iernii” „The Winds of Winter”       | Miguel Sapochnik | David Benioff & D. B. Weiss | 26 iunie 2016   | 8,89                          |